# Lijst van voetbalinterlands Grenada - Suriname
Deze lijst van voetbalinterlands is een overzicht van alle officiële voetbalwedstrijden tussen de nationale teams van Grenada en Suriname. De landen speelden tot op heden zeven keer tegen elkaar. De eerste ontmoeting, een kwalificatiewedstrijd voor de Caribbean Cup 1990, werd gespeeld op 10 juli 1997 in Georgetown (Guyana). Het laatste duel, een groepswedstrijd tijdens de CONCACAF Nations League 2023/24, vond plaats in Paramaribo op 15 oktober 2023.

## Wedstrijden
| № | Plaats         | Datum            | Competitie                      | Wedstrijd          | Uitslag |
| - | -------------- | ---------------- | ------------------------------- | ------------------ | ------- |
| 1 | Georgetown     | 15 mei 1990      | Caribbean Cup 1990 kwalificatie | Grenada − Suriname | 3 − 1   |
| 2 | Willemstad     | 6 mei 1999       | Caribbean Cup 1999 kwalificatie | Suriname − Grenada | 0 − 0   |
| 3 | Paramaribo     | 8 april 2001     | Caribbean Cup 2001 kwalificatie | Suriname − Grenada | 3 − 1   |
| 4 | Tunapuna       | 24 november 2004 | Caribbean Cup 2005 kwalificatie | Grenada − Suriname | 2 − 2   |
| 5 | Willemstad     | 8 september 2006 | Caribbean Cup 2007 kwalificatie | Suriname − Grenada | 1 − 0   |
| 6 | Saint George's | 8 september 2023 | CONCACAF Nations League 2023/24 | Grenada − Suriname | 1 − 1   |
| 7 | Paramaribo     | 15 oktober 2023  | CONCACAF Nations League 2023/24 | Suriname − Grenada | 4 − 0   |

## Samenvatting
| Competitie                 | Totaal gespeeld | Winst Grenada | Gelijk | Winst Suriname | Doelsaldo Grenada – Suriname |
| -------------------------- | --------------- | ------------- | ------ | -------------- | ---------------------------- |
| CONCACAF Nations League    | 2               | 0             | 1      | 1              | 1 − 5                        |
| Caribbean Cup-kwalificatie | 5               | 1             | 2      | 2              | 6 − 7                        |
| Totaal                     | 7               | 1             | 3      | 3              | 7 − 12                       |

Wedstrijden bepaald door strafschoppen worden, in lijn met de FIFA, als een gelijkspel gerekend.
GFA · A-internationals · Bondscoaches · Statistieken · Grenediaans vrouwenelftal · Olympisch elftal
1978 – 1989 · 
1990 – 1999 · 
2000 – 2009 · 
2010 – 2019 ·
2020 − 2029
CGC 2009 · 
CGC 2011 ·
CGC 2021
Amerikaanse Maagdeneilanden ·
Andorra ·
Anguilla ·
Antigua en Barbuda ·
Aruba ·
Barbados ·
Belize ·
Bermuda ·
Britse Maagdeneilanden ·
Costa Rica ·
Cuba ·
Curaçao ·
Dominica ·
El Salvador ·
Gibraltar ·
Guatemala ·
Guyana ·
Haïti ·
Honduras ·
Jamaica ·
Kaaimaneilanden ·
Montserrat ·
Nederlandse Antillen ·
Noorwegen ·
Panama ·
Puerto Rico ·
Qatar ·
Rusland ·
Saint Kitts en Nevis ·
Saint Lucia ·
Saint Vincent en de Grenadines ·
Suriname ·
Taiwan ·
Trinidad en Tobago ·
Verenigde Staten
SVB · 
Surinaams vrouwenelftal · 
Olympisch elftal
1934 – 1939 ·
1940 – 1949 ·
1950 – 1959 ·
1960 – 1969 ·
1970 – 1979 ·
1980 – 1989 ·
1990 – 1999 ·
2000 – 2009 ·
2010 – 2019 ·
2020 – 2029
Anguilla ·
Antigua en Barbuda ·
Aruba ·
Barbados ·
Bermuda ·
Britse Maagdeneilanden ·
Canada ·
Costa Rica ·
Cuba ·
Curaçao ·
Denemarken ·
Dominica ·
Dominicaanse Republiek ·
El Salvador ·
Grenada ·
Guatemala ·
Guyana ·
Haïti ·
Honduras ·
India ·
Jamaica ·
Kaaimaneilanden ·
Mexico ·
Montserrat ·
Nederland ·
Nederlandse Antillen ·
Nicaragua ·
Puerto Rico ·
Saint Kitts en Nevis ·
Saint Lucia ·
Saint Vincent en de Grenadines ·
Thailand ·
Trinidad en Tobago